# Brazilian Journal of Medical and Biological Research
Brazilian Journal of Medical and Biological Research is een Braziliaans, aan collegiale toetsing onderworpen open access wetenschappelijk tijdschrift op het gebied van de biologie en de geneeskunde.
De naam wordt in literatuurverwijzingen meestal afgekort tot Braz. J. Med. Biol. Res.
Het wordt uitgegeven door Scientific Electronic Library Online namens de Associação Brasileira de Divulgação Científica en verschijnt maandelijks.
Het tijdschrift is een voortzetting van het in 1968 opgerichte Revista brasileira de pesquisas médicas e biológicas. De huidige naam dateert van 1981. Sindsdien publiceert het tijdschrift uitsluitend in het Engels.